# Catholicisme en Papouasie-Nouvelle-Guinée

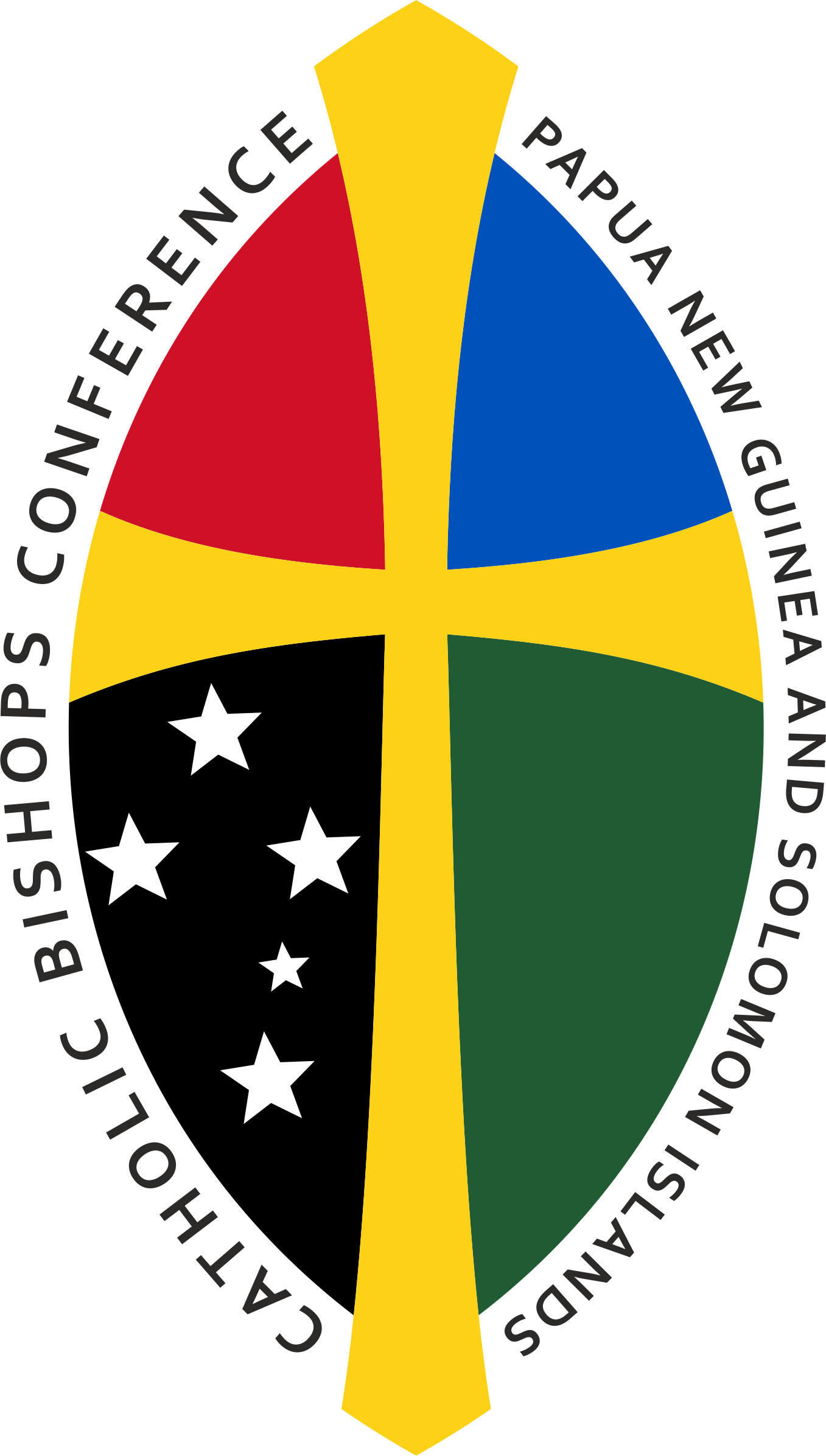
Logo de la Conférence des évêques catholiques de Papouasie-Nouvelle-Guinée et des îles Salomon.

Le catholicisme en Papouasie-Nouvelle-Guinée est la religion d'1,5 million de croyants en Papouasie-Nouvelle-Guinée, soit plus du quart de la population.
L'organisation territoriale de l'église catholique papouasienne se répartit sur quatre archidiocèses :
- archidiocèse de Madang ;
- archidiocèse de Port Moresby ;
- archidiocèse de Rabaul ;
- archidiocèse de Mount Hagen.